# Aristotim
Aristotim (en grec antic: Ἀριστότιμος, llatí: Aristotīmus) fou tirà d'Elis a la primera meitat del segle iv aC.
Va esdevenir tirà de la ciutat amb l'ajut d'Antígon II Gònates, rei de Macedònia. Va governar només uns mesos, potser sis, durant els quals va actuar cruelment i va expulsar vuit-cents ciutadans. Va ser assassinat per Hel·lanic, Ciló, Trasibul i altres conspiradors, que posteriorment van ser honorats pels etolis amb una estàtua a Olímpia, segons diuen Pausànies i Plutarc.